# タイム・オブ・フライト法

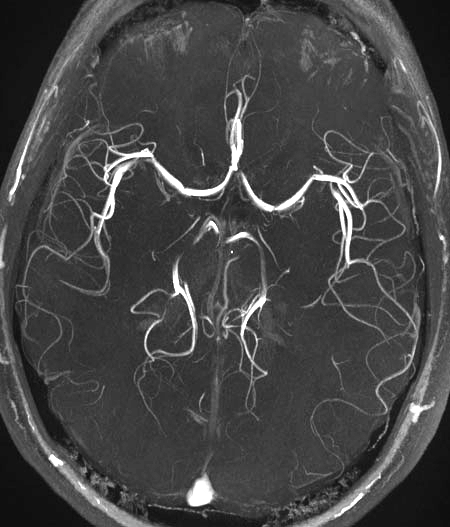
タイム・オブ・フライト法による血管の様子

タイム・オブ・フライト法（タイムオブフライトほう、time-of-flight, TOF）とは磁気共鳴血管画像（MR血管撮影、MRA）の手法で、主に流入効果（inflow効果）に基づいて、流動スピンと静止スピンを識別し、血管画像を作成する（流速を持つ核スピンは、静止系とは異なる信号強度を持つ）。2D-TOF法と3D-TOF法の2種類がある。スライス内に流れ込む血液はRFパルスを受けないため、静止組織よりも高信号になる（白く見える）。inflow-MRAとも言う。